# Хју Сетон Вотсон
Џорџ Хју Николас Ситон Вотсон, CBE, FBA (Лондон, 15. фебруар 1916 — Вашингтон, 19. децембар 1984) био је британски историчар и политиколог специјализован за Русију.
Сетон Вотсон је био један од двојице синова Роберта Вилијама Ситон-Вотсона, активисте и историчара. Образовао се на Винчестер колеџу и Њу колеџу у Оксфорду, а дипломирао је 1938. године са похвалом прве класе на одсеку који се бавио филозофијом, политиком и економијом.

## Ратне активности
Након што је на почетку Другог светског рата радио за британско министарство иностраних послова у Београду и Букурешту, Ситон Вотсон се придружио британском извршном директору за специјалне операције. Интерниран од стране Италијана након пада Југославије под сила Осовине 1941. године, Ситон Вотсон је враћен у Британију и касније послат у британске специјалне снаге у Каиру, где је остао до 1944. године. Јануара 1944. године прелази у Истанбул, где обавља обавештајне послове међу избеглицама које су долазиле са Балкана.

## Академска каријера
Сетон-Вотсон је већину свог првог великог дела, Eastern Europe between the Wars, 1918–1941, написао у Кејптауну док је био на путу из Италије у Британију након пада Југославије, завршио га је у Каиру током битке код Ел Аламејна 1942.
Године 1945. именован је за прелектора у политици на Универзитетском колеџу у Оксфорду. Године 1951. именован је за превача на катедри руске историје на Универзитету у Лондону, где је остао до 1983, вршећи велики утицај на британско и америчко схватање Русије током Хладног рата. Касније је постао професор емеритус руске историје.
Почевши од 1957. године на Универзитету Колумбија, редовно је одлазио у институције у Сједињеним Државама да би одржао предавања и спровео истраживања. Током тромесечне стипендије, почевши од октобра 1984, у Међународном центру за научнике Вудро Вилсон разболео се од плућних проблема и примљен је у Универзитетску болницу Џорџтаун где је умро три недеље касније.
Након што је 1952. објавио The Decline of Imperial Russia, 1855–1914, Сетон Вотсон је објавио своје најпознатије дело The Russian Empire, 1801–1917 1967. године. Ово је постала стандардна историја касне царске Русије за школовање једне генерације.
Сетон-Вотсонова књига Nations and States: an Enquiry into the Origins of Nations and the Politics of Nationalism (1977) дала је фундаментални допринос проучавању национализма, иако је касније засјењена успехом више теоријских Замишљених заједница Бенедикта Андерсона.
New York Times Book Review назвао га је „изузетним ауторитетом у сателитским земљама источне Европе“.
Ситон Вотсон је постао члан Британске академије 1969. године, добио је DLitt на Оксфорду 1974. и почасни докторат на Универзитету у Есексу 1983. године. На новогодишњим почастима 1981. додељен му је Орден Британског царства.

## Дела
- Eastern Europe between the wars (Cambridge Univ. Press, 1945)
- Neither War Nor Peace: The Struggle for Power in the Postwar World (Frederick A. Praeger, 1960)
- The new imperialism: A background book (Bodley Head, 1961)
- Nationalism and communism: essays, 1946–1963 (Methuen, 1964)
- Nationalism old and new (Methuen, 1965)
- The Russian empire 1801–1917 (Clarendon, 1967) online
- The 'sick heart' of modern Europe: the problem of the Danubian lands (University of Washington Press, 1975)
- The imperialist revolutionaries: trends in world Communism in the 1960s and 1970s (Stanford: Hoover Institution Press, 1979.)
- Nations and states: an enquiry into the origins of nations and the politics of nationalism (Methuen, 1977)
- The imperialist revolutionaries (1979)
- Language and national consciousness (Oxford University Press, 1981)
- The making of a new Europe: R.W. Seton-Watson and the last years of Austria-Hungary. With Christopher Seton-Watson (Methuen, 1981)[6]
- The decline of Imperial Russia 1855–1914 (Westview Press, 1985).
- The East European revolution (Westview Press, 1985)[7]
- From Lenin to Khrushchev: the history of world communism (Westview Press, 1985)
- R.W. Seton-Watson and the Roumanians, 1906–20 (2 vols, Editura Științifică și Enciclopedică, București, 1988)